# Lago Pulmarí
Lago Pulmarí är en sjö i Argentina.   Den ligger i provinsen Neuquén, i den sydvästra delen av landet, 1 200 km väster om huvudstaden Buenos Aires. Lago Pulmarí ligger 1 036 meter över havet. Arean är 1,3 kvadratkilometer. Den sträcker sig 2,0 kilometer i nord-sydlig riktning, och 2,2 kilometer i öst-västlig riktning.
Trakten runt Lago Pulmarí består i huvudsak av gräsmarker. Trakten runt Lago Pulmarí är nära nog obefolkad, med mindre än två invånare per kvadratkilometer.